# Tabela de caracteres da Associação Brasileira de Indústria de Computadores
A tabela de caracteres da ABICOMP era uma tabela de codificação de caracteres usada no Brasil. Ela foi elaborada pela Associação Brasileira de Indústria de Computadores, extinta em 1992. Ela foi usada em computadores fabricados no Brasil e em várias marcas de impressoras.

## Âmbito
O conjunto de caracteres da ABICOMP continha, obviamente, caracteres necessários para o português. Também continha caracteres necessários para outras línguas, tais como o espanhol, francês, italiano e alemão. Note-se, contudo, que as aspas “«” e “»” para o português (europeu), espanhol (europeu), francês e italiano estão em falta.
Este conjunto de caracteres era diferente da norma brasileira BRASCII, que era muito semelhante ao conjunto de caracteres ISO 8859-1. Apesar de ser muito usado no Brasil, este conjunto de caracteres tornou-se cada vez menos usado por causa da ubiquidade de outros conjuntos de caracteres (ISO 8859-1 e, posteriormente, Unicode).

## Mapeamento
|    | —0         | —1         | —2         | —3         | —4         | —5         | —6         | —7         | —8         | —9         | —A         | —B         | —C          | —D         | —E         | —F         |
| 0− |            |            |            |            |            |            |            |            |            |            |            |            |             |            |            |            |
| 1− |            |            |            |            |            |            |            |            |            |            |            |            |             |            |            |            |
| 2− | SP 0020 32 | ! 0021 33  | " 0022 34  | # 0023 35  | $ 0024 36  | % 0025 37  | & 0026 38  | ' 0027 39  | ( 0028 40  | ) 0029 41  | * 002A 42  | + 002B 43  | , 002C 44   | - 002D 45  | . 002E 46  | / 002F 47  |
| 3− | 0 0030 48  | 1 0031 49  | 2 0032 50  | 3 0033 51  | 4 0034 52  | 5 0035 53  | 6 0036 54  | 7 0037 55  | 8 0038 56  | 9 0039 57  | : 003A 58  | ; 003B 59  | < 003C 60   | = 003D 61  | > 003E 62  | ? 003F 63  |
| 4− | @ 0040 64  | A 0041 65  | B 0042 66  | C 0043 67  | D 0044 68  | E 0045 69  | F 0046 70  | G 0047 71  | H 0048 72  | I 0049 73  | J 004A 74  | K 004B 75  | L 004C 76   | M 004D 77  | N 004E 78  | O 004F 79  |
| 5− | P 0050 80  | Q 0051 81  | R 0052 82  | S 0053 83  | T 0054 84  | U 0055 85  | V 0056 86  | W 0057 87  | X 0058 88  | Y 0059 89  | Z 005A 90  | [ 005B 91  | \ 005C 92   | ] 005D 93  | ^ 005E 94  | _ 005F 95  |
| 6− | ` 0060 96  | a 0061 97  | b 0062 98  | c 0063 99  | d 0064 100 | e 0065 101 | f 0066 102 | g 0067 103 | h 0068 104 | i 0069 105 | j 006A 106 | k 006B 107 | l 006C 108  | m 006D 109 | n 006E 110 | o 006F 111 |
| 7− | p 0070 112 | q 0071 113 | r 0072 114 | s 0073 115 | t 0074 116 | u 0075 117 | v 0076 118 | w 0077 119 | x 0078 120 | y 0079 121 | z 007A 122 | { 007B 123 | \| 007C 124 | } 007D 125 | ~ 007E 126 |            |
| 8− |            |            |            |            |            |            |            |            |            |            |            |            |             |            |            |            |
| 9− |            |            |            |            |            |            |            |            |            |            |            |            |             |            |            |            |
| A− |            | À 00A1 161 | Á 00A2 162 | Â 00A3 163 | Ã 00A4 164 | Ä 00A5 165 | Ç 00A6 166 | È 00A7 167 | É 00A8 168 | Ê 00A9 169 | Ë 00AA 170 | Ì 00AB 171 | Í 00AC 172  | Î 173      | Ï 00AE 174 | Ñ 00AF 175 |
| B− | Ò 00B0 176 | Ó 00B1 177 | Ô 00B2 178 | Õ 00B3 179 | Ö 00B4 180 | Œ 00B5 181 | Ù 00B6 182 | Ú 00B7 183 | Û 00B8 184 | Ü 00B9 185 | Ÿ 00BA 186 | ¨ 00BB 187 | £ 00BC 188  | ¦ 00BD 189 | § 00BE 190 | ° 00BF 191 |
| C− | ¡ 00C0 192 | à 00C1 193 | á 00C2 194 | â 00C3 195 | ã 00C4 196 | ä 00C5 197 | ç 00C6 198 | è 00C7 199 | é 00C8 200 | ê 00C9 201 | ë 00CA 202 | ì 00CB 203 | í 00CC 204  | î 00CD 205 | ï 00CE 206 | ñ 00CF 207 |
| D− | ò 00D0 208 | ó 00D1 209 | ô 00D2 210 | õ 00D3 211 | ö 00D4 212 | œ 00D5 213 | ù 00D6 214 | ú 0152 215 | û 00D8 216 | ü 00D9 217 | ÿ 00DA 218 | ß 00DB 219 | ª 00DC 220  | º 00DD 221 | ¿ 00DE 222 | ± 00DF 223 |
| E− |            |            |            |            |            |            |            |            |            |            |            |            |             |            |            |            |
| F− |            |            |            |            |            |            |            |            |            |            |            |            |             |            |            |            |
|    | —0         | —1         | —2         | —3         | —4         | —5         | —6         | —7         | —8         | —9         | —A         | —B         | —C          | —D         | —E         | —F         |